# Zampogna
Ne doit pas être confondu avec Zamboni, Zemponne, Zampona, Zampone, Zampana ou Zamponi.
La zampogna (prononcé : [dzamˈpoɲɲa]) (pluriel zampogne) est un antique instrument de musique de la famille des cornemuses dont l'usage est encore répandu en Italie. Le terme désigne tout autant une cornemuse particulière qu'une famille de cornemuses ayant indifféremment une anche simple ou double. Son nom dérive probablement du grec symphonia (symphonie, en italien sinfonia) qui, d'un point de vue purement étymologique, désigne des sons émis simultanément. Sa polyphonie continue s'entend en Italie centrale, méridionale, en Calabre et en Sicile.

## Origine
La zampogna est considérée comme le résultat, dans l'Antiquité classique, de la transformation de la syrinx ou flûte du dieu Pan et est probablement la descendante de l'aulos grec. Son origine ancienne semble similaire à celle de la clarinette multiple launeddas. En latin, elle est nommée utricularium et est jouée par l'empereur romain Néron. Entre le Moyen Âge et l'époque moderne, elle se diversifie en différentes typologies territoriales parmi lesquelles la cornemuse écossaise et irlandaise à insufflation indirecte (émission d'air dans une cavité, une outre de peau en l'occurrence), la musette française et la piva (it) italienne. Sa fonction est de scander les moments essentiels de l'année agricole selon l'archaïque calendrier des saisons. On la protège du mauvais œil par des amulettes tels que nœuds, boucles et rubans rouges à la signification apotropaïque. Son répertoire est constitué de tarentelles, pastorales et accompagnement du chant,

## Facture
Elle mesure environ 120 cm de long et a la particularité d'avoir deux tuyaux coniques de jeu mélodique (chanter) et entre un et quatre tuyaux de bourdon (note fixe), le tout étant raccordé à un morceau de bois avant d'être accolé à un sac en peau servant de réservoir d'air. Le sac (outre) est réalisé en peau de chèvre, de chevreau ou de brebis (utricolo) tannée (on peut la trouver remplacée aujourd'hui remplacée par une chambre à air en caoutchouc), dans laquelle le joueur (suonatore) souffle de l'air à travers un insufflateur (cannetta ou soffietto) qui met en vibration les anches, traditionnellement réalisées en roseaux, fixées sur les deux tuyaux mélodiques, celui de droite jouant la mélodie, celui de gauche l'accompagnement, et sur les bourdons dits basso et scantillo.
Elle existe sous plusieurs formes :
- zampogna a chiave (à clef) : l'un des tuyaux de jeu (de longueurs inégales) possède des clefs et les anches sont doubles ; une version moderne se nomme zampogna a chiave modificata.
- zampogna a paro (par paire) : tous ses tuyaux (mélodiques et bourdons) sont de même longueur et elle a indifféremment des anches simples ou doubles.
- zampogna zoppa : à tuyaux inégaux, anches doubles et un ou deux bourdons.
- surdulina : à deux ou trois bourdons et anches simples.

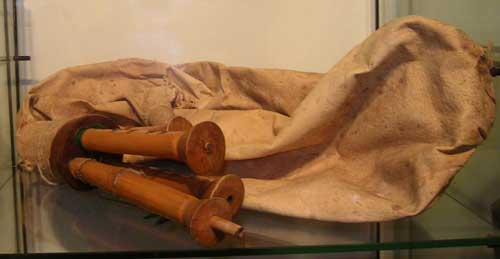
Zampogna au repos

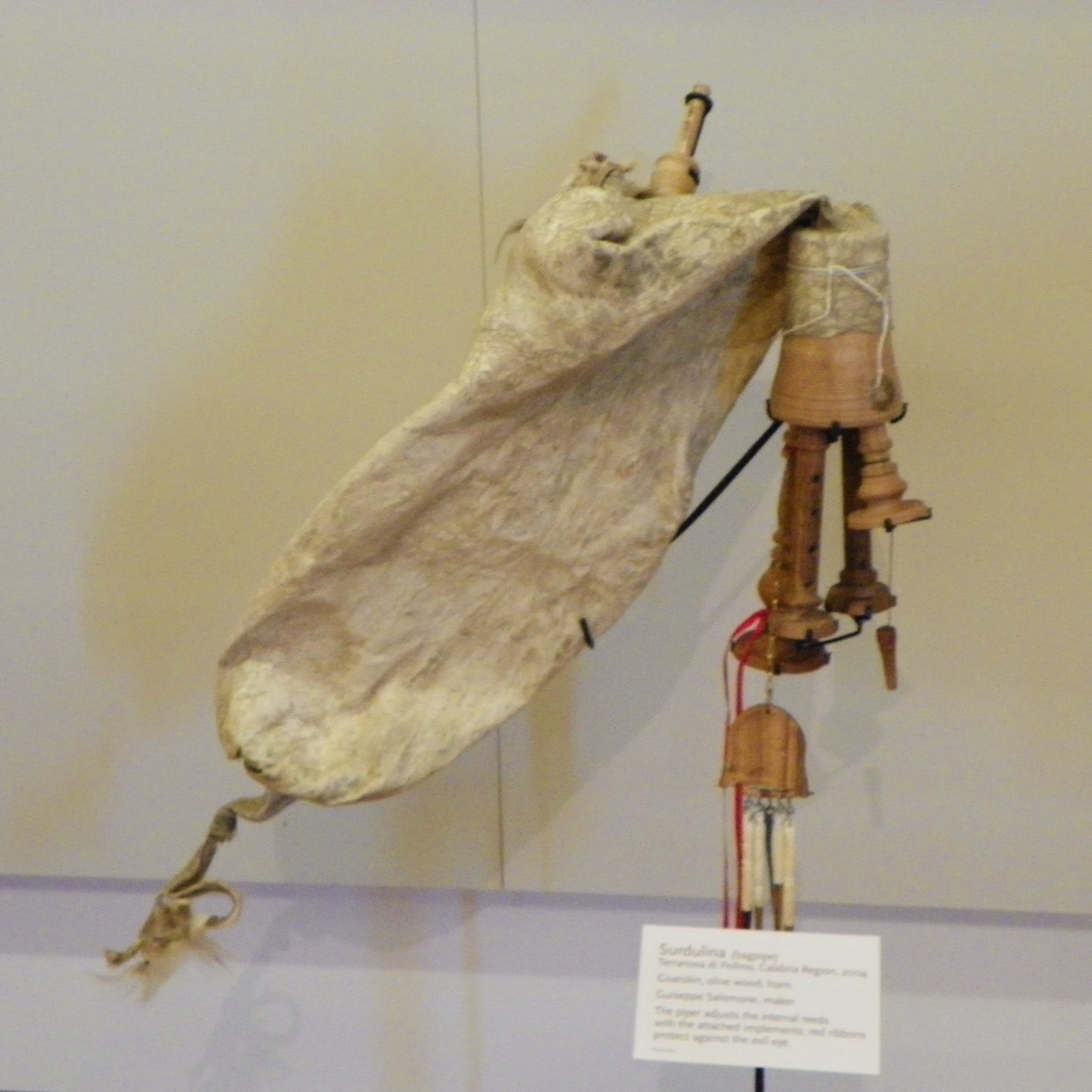
Surdulina,

Les zampogne du sud du Latium (vallée Latine, vallée de Comino), de Molise (Scapoli, Castelnuovo al Volturno et San Polo Matese), de la Basilicata et de Sicile (Syracuse Agrigente Palerme) sont constituées d'anches doubles, tandis que dans la surdulina typique de la Basilicate et du nord de la Calabre (surtout des villages d'origine Arbëresh) et dans la ciaramella de la région de Catanzaro et la ciaramèddha de Reggio de Calabre, Agrigente, Catane et Messine, on utilise une anche simple ou les cannizzole (roseaux entiers à très petite section).
Il existe une grande variété dans la longueur des différents types de zampogne. Alors qu'en Italie méridionale, l'unité de mesure utilisée pour indiquer la longueur de la zampogna est le palmo, en Italie centrale la mesure (et par conséquent la tonalité) de l'instrument est indiquée, de manière insolite, par un numéro (par exemple : 25) correspondant à la longueur en centimètres du fût de la chalemie correspondante.

## Jeu
Malgré son suréquipement, le son est doux et mélodieux. Elle se joue en solo ou en duo avec un tamburello, un organetto ou un hautbois, ou en trio ou encore en bandas. La vocation pastorale des suonatori (sonneurs) s'est peu à peu estompée au profit de l'accompagnement des danses et des fêtes de Noël. On la retrouve au sein de l'office religieux où elle accompagne la voix.
Ferdinando Scopacasa (1918-1986) dit u Capu zona, fut l'un des plus fameux joueurs de zampogna (ciarameglia) de l'intérieur de la province de Reggio de Calabre, resté célèbre pour ses prestations dans le sanctuaire de la madone de Polsi (it). Deux représentants des familles historiques de joueurs et facteurs de zampogne calabraises, Pasquale Raffa de Cernatali di San Giorgio Morgeto et Bruno Tassone de Spadola, petite localité des Serre Vibonesi, étaient actifs jusqu'en 2013.
De nombreux événements et festivals sont dédiés à l'instrument :
- Festival internazionale della Zampogna di Scapoli, en Molise (juillet) ;
- Festival internazionale di Acquafondata (FR), qui se déroule depuis 1961 au mois d'août ;
- Festival della zampogna di Maranola (LT), en janvier ;
- Suanu 'e Canna, qui se déroule à Sant'Andrea Apostolo dello Ionio (CZ), depuis 2011.

## Types par région
Il existe de nombreuses variantes locales de la cornemuse en Italie : baghèt (it), müsa (it), piva emiliana (it), caramuncia, ciaramelle ou cornetto. Le terme de zampoña s'applique également à une cornemuse de Malte, mais aussi à une cornemuse pastorale d'Espagne que l'on trouve encore dans les îles Baléares. La zampogna elle-même se décline sous plusieurs formes et appellations comme la surdulina ou sordellina.

### Abruzzes, Latium et Molise
La zampogna a chiave et la zampogna zoppa sont des zampogne à anche double avec quatre tuyaux, deux bourdons sans trou, un long et un court, et deux tuyaux de mélodie, la dritta et la manca. Elle peut être accompagnée par la ciaramella (aux dimensions variables de 21 a 32 cm).
- Zampogna a chiave molisana-laziale[6] (Molise, Latium et Abruzzes) : les tuyaux de mélodie sont accordés à l'octave.
- Zampogna zoppa molisana-laziale (Molise, Latium et Abruzzes)[7] : les tuyaux de mélodie sont accordés à la tierce.
- Ciaramelle di Amatrice (Latium)

Dans le chapitre XXXIX de la partie de ses Mémoires consacrée à son séjour à Rome, Hector Berlioz note au sujet des zampognari (it) qu'il nomme pifferari (de) et des instruments qu'il désigne indistinctement comme « petits pifferi » (cialamella) et « grand piffero » (zampogna) :

« J'ai remarqué seulement à Rome une musique instrumentale populaire que je penche fort à regarder comme un reste de l'antiquité : je veux parler des pifferari. On appelle ainsi des musiciens ambulants, qui, aux approches de Noël, descendent des montagnes par groupes de quatre ou cinq, et viennent, armés de musettes et de pifferi (espèce de hautbois), donner de pieux concerts devant les images de la madone. Ils sont, pour l'ordinaire, couverts d'amples manteaux de drap brun, portent le chapeau pointu dont se coiffent les brigands, et tout leur extérieur est empreint d'une certaine sauvagerie mystique pleine d'originalité. J'ai passé des heures entières à les contempler dans les rues de Rome, la tête légèrement penchée sur l'épaule, les yeux brillants de la foi la plus vive, fixant un regard de pieux amour sur la sainte madone, presque aussi immobiles que l'image qu'ils adoraient. La musette, secondée d'un grand piffero soufflant la basse, fait entendre une harmonie de deux ou trois notes, sur laquelle un piffero de moyenne longueur exécute la mélodie ; puis, au-dessus de tout cela deux petits pifferi très-courts, joués par des enfants de douze à quinze ans, tremblotent trilles et cadences, et inondent la rustique chanson d'une pluie de bizarres ornements. Après de gais et réjouissants refrains, fort longtemps répétés, une prière lente, grave, d'une onction toute patriarcale, vient dignement terminer la naïve symphonie. Cet air a été gravé dans plusieurs recueils napolitains, je m'abstiens en conséquence de le reproduire ici. De près, le son est si fort qu'on peut à peine le supporter ; mais à un certain éloignement, ce singulier orchestre produit un effet auquel peu de personnes restent insensibles. 
J'ai entendu ensuite les pifferari chez eux, et si je les avais trouvés si remarquables à Rome, combien l'émotion que j'en reçus fut plus vive dans les montagnes sauvages des Abruzzes, où mon humeur vagabonde m'avait conduit ! Des roches volcaniques, de noires forêts de sapins formaient la décoration naturelle et le complément de cette musique primitive. Quand à cela venait encore se joindre l'aspect d'un de ces monuments mystérieux d'un autre âge connus sous le nom de murs cyclopéens, et quelques bergers revêtus d'une peau de mouton brute, avec la toison entière en dehors (costume des pâtres de la Sabine), je pouvais me croire contemporain des anciens peuples au milieu desquels vint s'installer jadis Évandre l'Arcadien, l'hôte généreux d'Énée. »

— Hector Berlioz, Mémoires
C'est cette musique traditionnelle de la montagne des Abruzzes, qui a si vivement ému Berlioz, que l'on entend, transposée pour l'alto et les autres instruments concertants de l'orchestre, dans le troisième mouvement d'Harold en Italie, la Sérénade d'un montagnard des Abruzzes à sa maîtresse. Les musiciens de l'association culturelle Zampogne d'Abruzzo ont procédé à l'opération inverse en transcrivant pour un ensemble de zampogne et cialamelle la présumée mélodie entendue par Berlioz.

### Campanie et Basilicate
- Zampogna a chiave campano-lucana (Campanie[10] et Basilicate)
- Surdulina calabro-lucana (Calabre et Basilicate)

### Pouilles
- Zampognari del Gargano (Pouilles)

### Calabre
La zampogna, appelée aussi en dialecte calabrais Ciarameddha ou Ciarammeddhra ou Ciaramida est utilisée pour jouer des motifs pastoraux, des sonate a ballu (it), des fanfarre ou des canti ad aria. Elle se décline en six versions principales et trois variantes mineures dans l'aire calabraise :
- Zampogna « a moderna » répandue dans la région de l'Aspromonte grec.
- Zampogna a paru répandue dans la province de Reggio de Calabre[12] et dans celle de Messine.
- Zampogna a chiave delle Serre[13] originaire de la région des Serre Calabresi[14], née au XIXe siècle et répandue dans la province de Vibo Valentia, dans une grande parte de la province de Catanzaro, dans la partie septentrionale de la province de Reggio de Calabre et dans une petite région autour de Rogliano dans la province de Cosenza. Elle existe dans deux modèles principaux : romani et menzetti. Elle a cinq tuyaux nommés : destra, manca, cardìu (le plus petit, en italien : cardellino (it)), terza ou masculu et enfin trumbuni pour les notes basses et pour donner la tonique de la gamme. Elle possède une clé pour pouvoir accéder à une note impossible à atteindre avec le doigt[15].
- Zampogna nostrale ou conflentana répandue dans la région du Reventino (it) et de la pré-Sila catanzaraise.
- Surdulina[16] répandue dans les provinces de Catanzaro, Cosenza et Crotone, et caractéristique en particulier des communautés albanaises.
- Zampogna a chiave calabro-lucana répandue dans toute la région du Pollino. C'était à l'origine un instrument soliste. Aujourd'hui, avec les innovations du zampognaro Lanza et les contacts plus fréquents avec les autres régions de la Calabre, elle est aussi jouée avec la ciaramella[17],[18].

Il existe encore d'autres typologies de zampogne, moins répandues : la Stifette et les Cornette, dans la région de Mesoraca, en province de Crotone et les Terzaroli, dans l'aire de diffusion de la Zampogna a chiave delle Serre.

### Sicile
- Zampogna a chiave di Monreale (Sicile)
- Zampogna a paru siciliana[20]

## Galerie

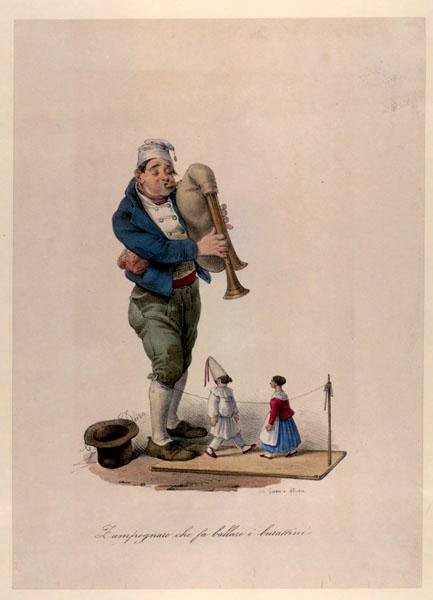
Gatti et Dura (1840), Le joueur de zampogna qui fait danser des marionnettes
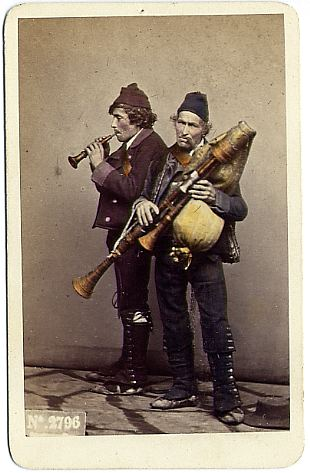
Giorgio Sommer (1834-1914), Zampognari, photographie colorisée à la main
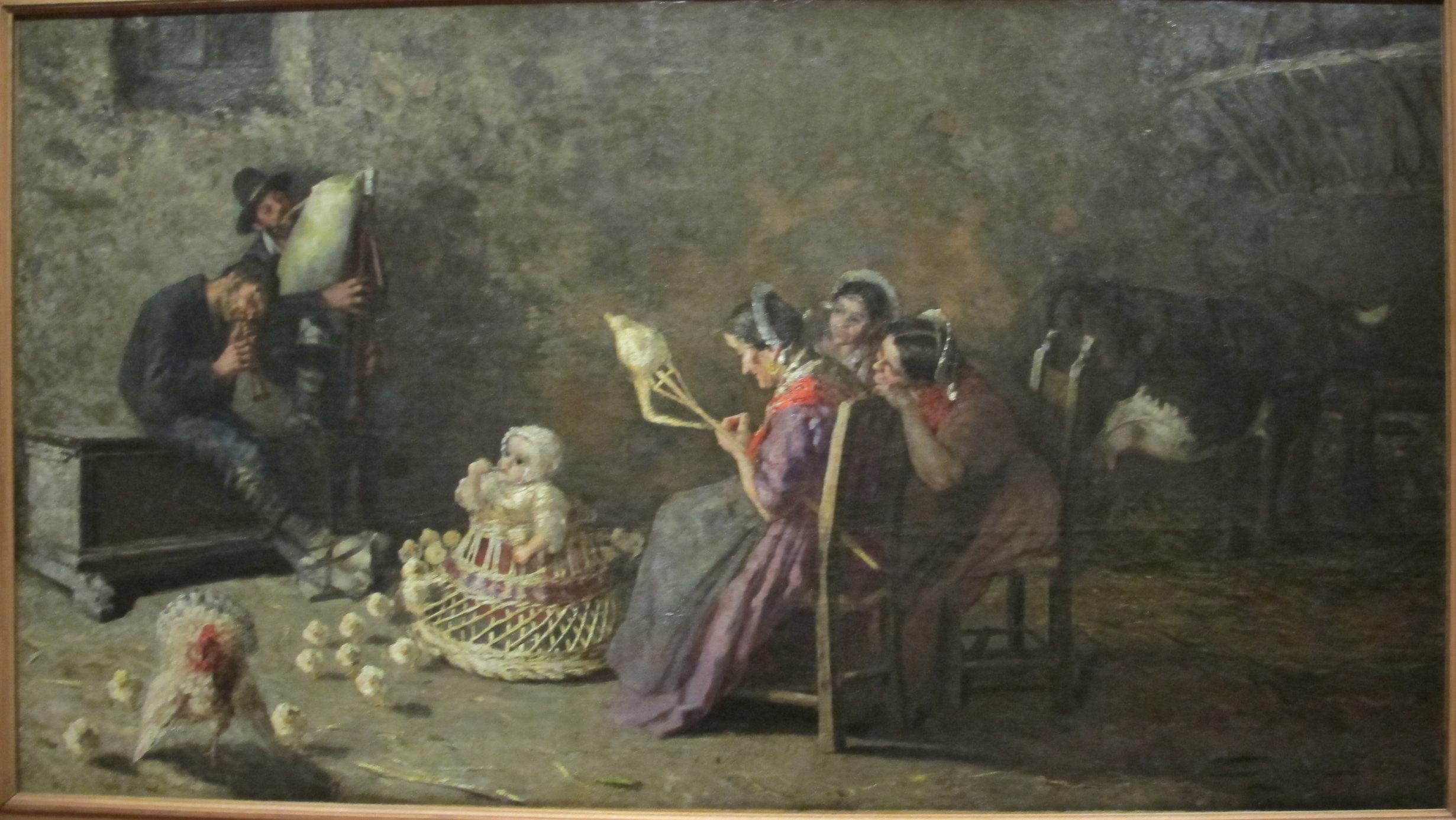
Giovanni Segantini (vers 1883), Zampognari di Brianza
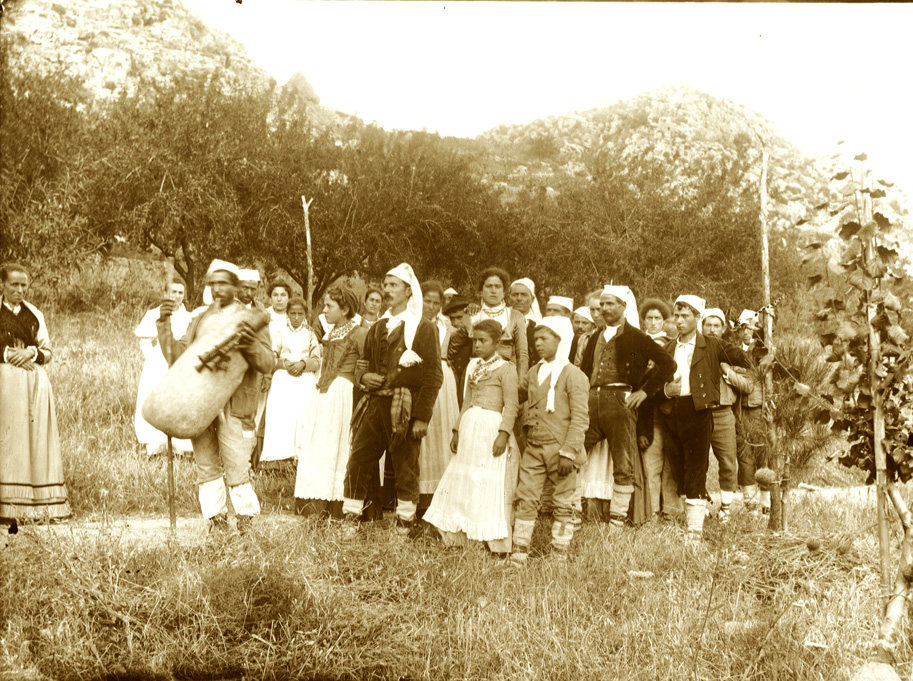
Wilhelm von Gloeden (1856-1931), photographie d'un groupe de personnes en costume sicilien derrière un ciaramiddaru
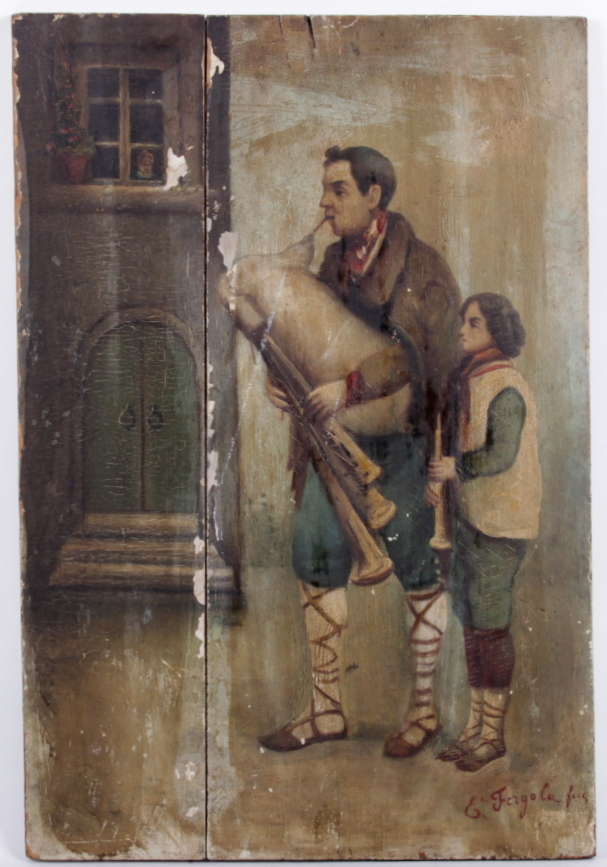
E. Fergola (XIXe siècle), Joueurs de zampogna et de cialamella
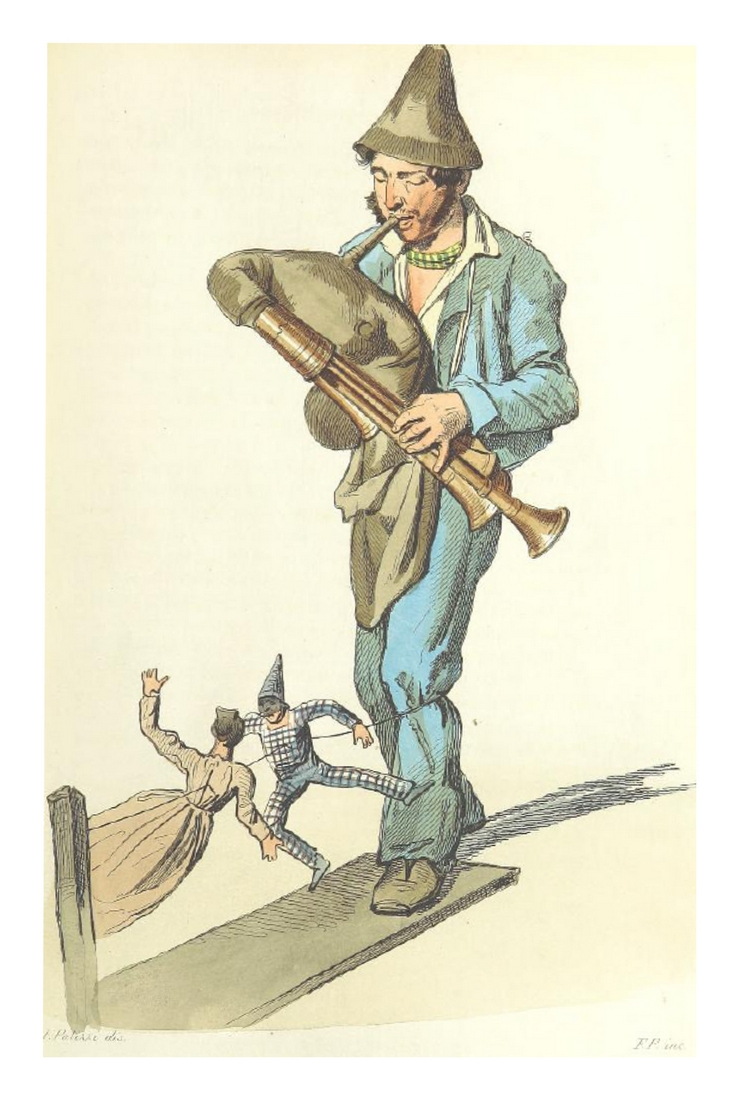
Francesco de Bourcard (1853), Il zampognaro co' pupi
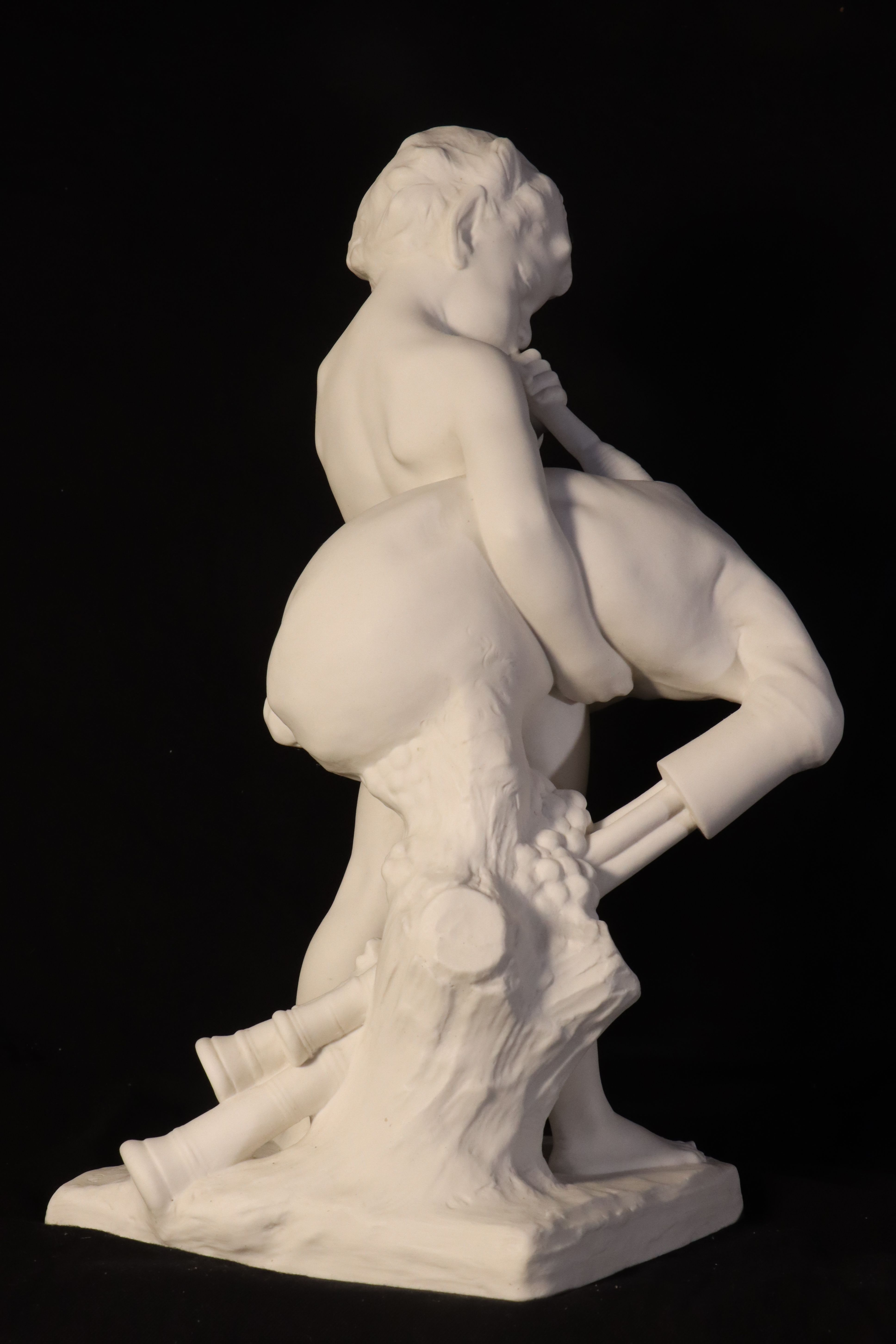
L'enfant à la cornemuse d'après Henri Louis Levasseur (1911)